# Ovidi4
Ovidi4 est un groupe musical espagnol, originaire de Catalogne.

## Histoire

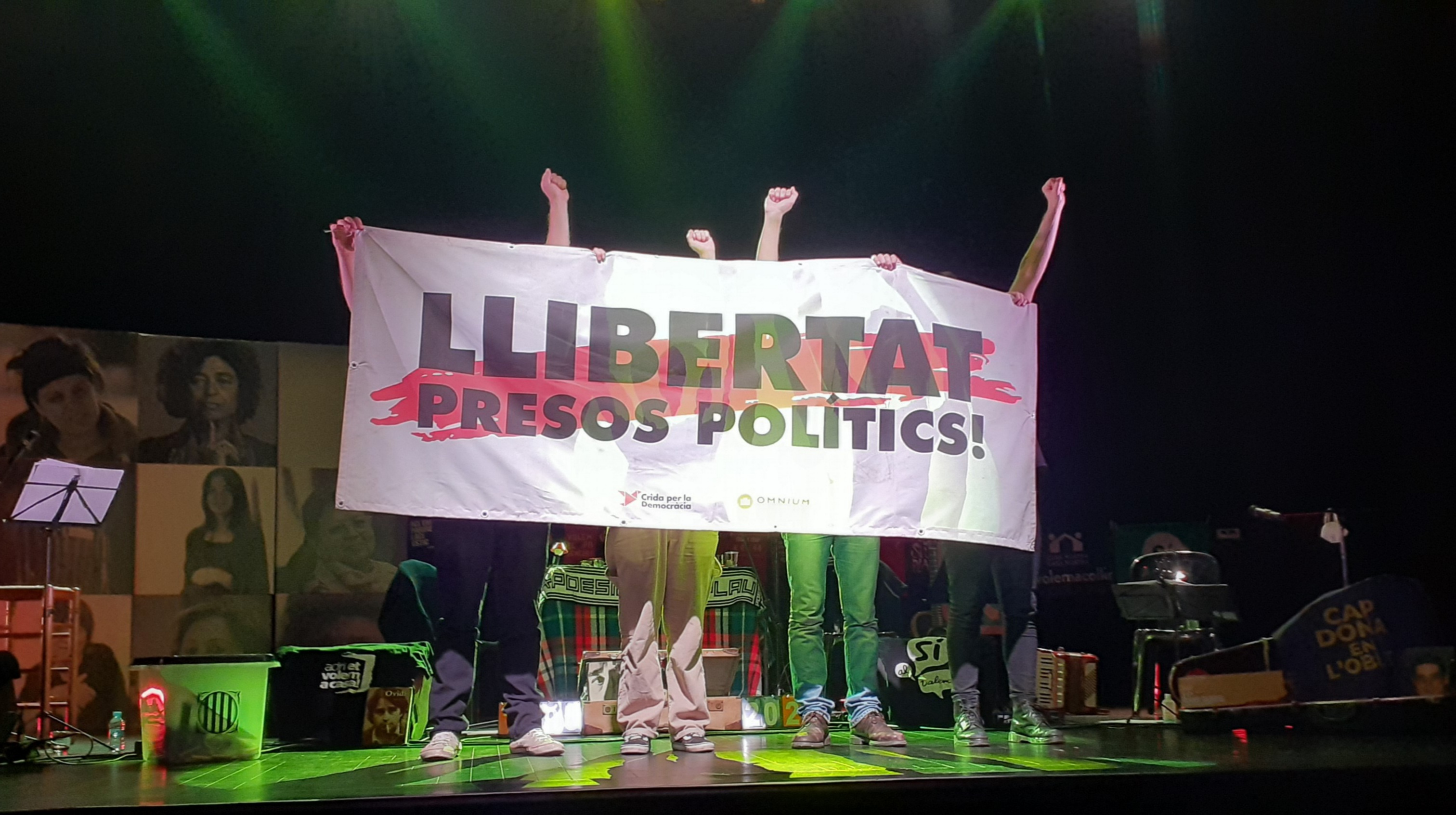
Fin du concert Ovidi25 au Théâtre Municipal de Balaguer (2020).

Le groupe se forme par Borja Penalba, Mireia Vives, David Fernàndez et David Caño. Leurs concerts présentent des textes mis en musique par les poètes Vicent Andrés Estellés, Joan Salvat-Papasseit, Pere Quart, Mireia Calafell, Rafeef Ziadah, Maria Mercè Marçal, Maria del Mar Bonet et Atahualpa Yupanqui, entre autres.
En 2019, ils reprennent la chanson Qué bonito es Badalona, que Manolo Escobar a popularisée en 1987, pour la campagne électorale de Dolors Sabater à la mairie de Badalone. En 2020, à l'occasion du 25e anniversaire de la mort de l'auteur-compositeur-interprète d'Alcoy Ovidi Montllor, ils présentent le spectacle Ovidi25 afin de rendre hommage à l'artiste que les nouvelles générations se sont réapproprié et ont transformé en référence politique,.
En avril 2021, ils publient le livre-album L'Ovidi se'n va a la Beckett (Hem d’aprendre a fracassar més i millor) (Sembra Llibres / Propaganda Pel Fet!, 2021), enregistré à la Sala Beckett de Barcelone quelques années plus tôt, à la fin de la tournée que le quatuor effectuait alors sous le titre Cuidem-nos.